# Cisów (województwo lubuskie)
Cisów (niem. Zissendorf) – wieś w Polsce położona w województwie lubuskim, w powiecie nowosolskim, w gminie Kożuchów.
W latach 1975–1998 miejscowość administracyjnie należała do województwa zielonogórskiego.

## Historia
Pierwsza wzmianka o wsi pochodzi z 1349 roku. Wtedy to ówczesny właściciel, żagański mieszczanin Peter Unglowbe (posiadał również Słocinę i Podbrzezie Dolne), część dochodów ze wsi przekazywał na rzecz szpitala św. Ducha w Kożuchowie. Kilkanaście lat później w miejscowości należącej do tej pory do miasta wydzielono część majątku będącego własnością rycerską. W 1388 roku wzmiankowano o właścicielach Nickelu i Vincencie, synów Hansa von Unruh ze Stypułowa. Ród ten władał Cisowem do drugiej połowy XVII w. (Albrecht von Unruh - 1563, Albrecht Młodszy - 1616). Od około 1672 roku miejscowość należała do rodziny von Müllenau, następnie od 1743 r. do barona von Goltz. W 1746 r. Cisów zakupił Hans Ernest von Kalckreuth z Podbrzezia Dolnego. W połowie XIX wieku rozbudowie uległ miejscowy folwark i wybudowano wiatrak. W tym czasie część miejscowości nadal była własnością miasta Kożuchów, do którego należało sześć gospodarstw i 39 mieszkańców, natomiast majątek ziemski obejmował szesnaście gospodarstw i 96 mieszkańców (1845). Na początku XX w. majątek kupił od Alfreda von Kalckreuth Paul Brose. On też wybudował stylową wille i założył niewielki park obok folwarku. Ostatnim właścicielem był Otto Rodolle, który kupił Cisów w latach trzydziestych XX w., a wyjechał stąd dopiero w 1946 r. W czasie działań wojennych w 1945 roku, artyleria radziecka z okolicznych wzgórz prowadziła ostrzał miasta Kożuchów. Po zakończeniu wojny majątek przejął PGR, funkcjonując tu do lat 90 XX w.

## Demografia
Liczba mieszkańców miejscowości w poszczególnych latach:
| Rok  | Liczba mieszkańców |
| ---- | ------------------ |
| 1998 | 120                |
| 2002 | 110                |
| 2009 | 99                 |
| 2011 | 100                |
| 2021 | 93                 |

Od 1998 do 2021 roku ilość mieszkańców wsi zmniejszyła się o 22,5%.

## Zabytki
- stylowa willa z początku XX wieku